# Emila
Emila fou bisbe de Barcelona, successor d'Ugne i visigot com ell, consta la seva signatura en el decret del rei Gundemar de l'any 610, en què diversos bisbes concorregueren a Toledo de totes les províncies eclesiàstiques del Regne Visigot de Toledo, per a celebrar l'exaltació de Gundemar al tron. En aquest document el rei també donà suport a la unificació d'una sola metròpoli eclesiàstica per a tota la Cartaginense, fent de l'arquebisbe de Toledo el primat de tota la Cartaginense. L'any dotzè del regnat de Recared (598) hi hagué un concili a Osca, al que assistí Emila, del que no fructificà cap acord ferm, reunint-se a Ègara anys més tard, on si s'assolí un cert consens sobre la moral de preveres i clergues l'any tercer del regnat de Sisebut el 13 de gener de 615. A aquest concili egarenc concorregueren el metropolità Eusebi de Tarragona, onze bisbes i dos vicaris representant bisbes absents. El quart bisbe signatari fou Emila. Diago i Jeroni Pujades col·loquen entre Emila i Ugne un tal Borrell, tanmateix improbable i desautoritzat per Flórez per tractar-se aquest un nom d'origen franc totalment extemporani. Es desconeix la data de la mort d'Emila, posterior, evidentment, l'any 615, data del concili d'Ègara.